# 斯特拉思角
64°32′S 62°36′W / 64.533°S 62.600°W
斯特拉思角（英語：Strath Point）是南極洲的海岬，位於帕默群島中布拉班特島的南端，由比利時的探險隊繪入地圖，現時由南極條約體系管理。